# Comunanza (pubblica amministrazione)
Un comunanza è un'unità territoriale in Svizzera sotto la giurisdizione di diversi comuni. Si tratta per lo più di aree comuni disabitate che non possono essere chiaramente assegnate a un singolo comune. 

## Storia
Questi sono resti del Medioevo, dove diverse comunità avevano beni comunali aree di alpeggio e di pascoli in comune. Spesso si trattava di aree a lamella che erano o non potevano essere utilizzate intensamente per l'agricoltura e si trovavano tra le singole comunità del villaggio. Così, per esempio, il Neeracherried si trovava fino a tempi moderni in possesso comune delle comunità adiacenti. 

### Antiche comunanze dei Grigioni
Nel Cantone dei Grigioni esisteva fino al 23 ottobre 1977 la Comunanza Maienfeld-Fläsch (BFS n. 3955), che apparteneva ai comuni di Fläsch e Maienfeld. Fu poi divisa tra i due comuni. 

### Antiche comunanze ticinesi
Il 20 aprile 2008, le seguenti comunanze sono state cancellate nella Val Colla, distretto di Lugano: 
- La Comunanza di Bidogno/Capriasca/Corticiasca (n. BFS: 5392). Fino al 31 dicembre 2003, si chiamava Comunanza Sala Capriasca/Bidogno/Corticiasca e portava la UST n. 5236. Era proprietà condivisa dei comuni di Bidogno, Capriasca e Corticiasca. Fu cancellata per la fusione di questi tre comuni con il comune di Lugaggia e con quello di Capriasca.
- La Comunanza di Capriasca/Lugaggia (n. UST: 5393). Fino al 31 dicembre 2003, si chiamava Comunanza Sala Capriasca/Vaglio/Lugaggia e portava la UST n. 5237. Era proprietà condivisa dei comuni di Capriasca e Lugaggia. Fu cancellata per fusione dei comuni di Bidogno, Corticiasca, Lugaggia e Capriasca nel comune di Capriasca.

### Antiche comunanze vallesane
L'ultima comunanza vallesana, la Comunanza di Reckingen-Gluringen/Grafschaft (numero BFS: 6391) nel distretto di Goms, è stata unita ai comuni di Blitzingen, Niederwald VS, Grafschaft VS, Münster-Geschinen e Reckingen il 1º gennaio 2017 con lo scioglimento del comune di Goms VS. Fino al 31 dicembre 2003, era stata ufficialmente chiamata Comunanza Gluringen-Ritzingen e le era attribuito il numero BFS 6072. Il cambio di nome fu necessario perché già nel 2001 si erano uniti l'ex comune di Ritzingen con Biel VS e Selkingen nel nuovo comune di Grafschaft e nell'ottobre 2004 l'ex comune di Gluringen con Reckingen VS nel comune di Reckingen-Gluringen. Per la fase intermedia (2001-2003) è stata anche chiamata Comunanza Gluringen/Grafschaft. 

## Comunanze attuali
Vi sono (al 1º gennaio 2017) ancora due comunanze nel Canton Ticino. Hanno subito cambi di nome parziali dal 2003, poiché i comuni coinvolti in esse sono stati coinvolti in alcune fusioni. Le comunanze passarono alle nuove amministrazioni e ora portano i loro nomi. Come un comune, anche le comunanze portano un numero assegnato dall'Ufficio federale di statistica. 
- Una delle due restanti comunanze del Cantone si trova all'estremità superiore della Val Colla nel distretto di Lugano: la Comunanza di Capriasca/Lugano (BFS n.: 5394, fino al 31 dicembre 2003: 5238). Fino al 2008, si chiamava Comunanza Corticiasca/Valcolla (secondo le due comunità coinvolte). Con la fusione di Bidogno, Corticiasca, Lugaggia e Capriasca nel comune di Capriasca il 20 aprile 2008, cambiò il nome in comune di Capriasca/Valcolla. La fusione di Valcolla con la città di Lugano il 13 aprile 2013 ha comportato un nuovo cambio di nome.
- L'altra comunanza esistente è situata nel distretto di Bellinzona: la Comunanza di Cadenazzo/Monteceneri (BFS n.: 5391). È di proprietà congiunta dei comuni di Monteceneri (distretto di Lugano) e Cadenazzo (distretto di Bellinzona). Fino al 31 dicembre 2003, alla comunanza era assegnato il numero 5020. Fino a marzo 2005, è stata chiamata secondo i due comuni originali allora esistenti cioè Comunanza Medeglia/Robasacco. Con la fusione di Robasacco con Cadenazzo fu chiamata Comunanza Medeglia/Cadenazzo. Dopo il 2010, il comune di Medeglia si fuse con le altre comunità dell'Alta Valle del Vedeggio nel nuovo comune di Monteceneri e venne ribattezzata di nuovo in Comunanza Cadenazzo/Monteceneri. L'affiliazione distrettuale del comune non è stata modificata.